# Pojăreni
Pojăreni è un comune della Moldavia situato nel distretto di Ialoveni di 1.009 abitanti al censimento del 2004